# Playback
Playback (englisch für „Wiedergabe“, „Abspielen“) ist ein aus der Tonaufnahmetechnik stammender, in verschiedenen Zusammenhängen gebrauchter Anglizismus, der die Nutzung eines ganz oder teilweise fertiggestellten Tonträgers bezeichnet.

## Allgemeines
Englischsprachige Quellen verstehen darunter die Wiedergabe von Klängen oder Bildern von einem aufgenommenen Ton- oder Bildträger zu Kontrollzwecken und die entsprechenden Geräte hierfür. Für Wahrig handelt es sich beim Playback um das nachträgliche Abstimmen der Bildaufnahme mit der bereits vorhandenen Tonaufzeichnung.
In Tonstudios wurde ursprünglich der Begriff benutzt, um die Wiedergabe fertiger Tonspuren zu Kontrollzwecken zu beschreiben. Bei Popmusik und Jazz ist es üblich, Spur für Spur fertigzustellen, um sukzessive das geplante Ziel einer kompletten Tonaufnahme zu erreichen. Auf diese Weise entsteht zunächst die Rhythmusspur und dann die Musikspur, zuletzt wird der Vokalteil fertiggestellt. Playback in diesem Kontext ist eine noch unvollständige Musikaufnahme, die durch Hinzufügung weiterer Instrumente oder Gesangsteile im Wege des Overdubbings komplettiert wird. Auch im Film wird Playback als die Kontrolle bestehender Takes verstanden.

## Backing Track
Der Backing Track (engl. half-playback) ist eine Audio-Aufnahme, die aus bereits fertiggestellter Musik-, Rhythmus- und Hintergrundchor-Spur besteht und im Tonstudio als Grundlage für den Gesang oder weitere Instrumentalparts dient. Der Backing Track sichert den bisher erreichten Aufnahmestatus und ermöglicht die Hinzufügung weiterer Instrumental- oder Gesangsspuren. Diese werden aufgenommen, indem der Sänger oder Instrumentalist den Backing Track während seines Vortrages synchron über Kopfhörer abgespielt bekommt. Es handelt sich mithin um eine bereits voraufgezeichnete musikalische Begleitung, die für stimmliche oder instrumentale Mehrfachversuche zur Verfügung steht. Die Vokalaufzeichnung wird schließlich mit Hilfe des Overdubbings mit dem Backing Track gekoppelt. Beim Backing Track handelt es sich mithin um eine vollständige Hintergrund-Aufnahme mit eventueller Chorbegleitung, die lediglich noch um einen Vokal- oder Instrumentalpart ergänzt werden muss.     
Ein Sänger oder ein Chor, der ohne Instrumentalbegleitung auftritt, nutzt den bereits vorher aufgezeichneten – möglicherweise schwer reproduzierbaren – Sound eines derartigen Backing Tracks. Es ersetzt dann die echte musikalische Begleitung des Interpreten. Ein solches Musikstück ohne Lead-Gesang wird auch beim Karaoke genutzt. Vorgefertigte Musik-Backing-Tracks sind auch für das Üben eines Instrumentes und bei Jamsessions erhältlich (engl. minus one). Im Film handelt es sich um die aufgenommene akustische Begleitung für einen bloß sprechenden oder singenden Schauspieler (voiceover actor). Hier wird der Backing Track während der Szene dem Schauspieler vorgespielt, damit er synchron mitsingen kann. Falls er nicht live mitsingt, wird die vollständige Aufnahme gespielt, während er seine Lippen synchron bewegt. In beiden Fällen kann nachträglich bei der Postproduktion der Ton wieder eliminiert und durch den Backing Track ersetzt werden. Diese Methode war und ist üblich insbesondere bei Musikfilmen und Videoclips.

## Verfahren
Als Verfahren ist Playback eine Methode bei Film und Fernsehen, bei dem zunächst der Ton aufgezeichnet und später zur Bildaufzeichnung synchron abgespielt wird. Umgekehrt wird unter Playback auch ein Auftritt von Interpreten oder Filmschauspielern verstanden, bei denen nichts oder nur Teile live präsentiert werden. Beim Half-Playback („live to track“) wird der Backing Track abgespielt, während der Interpret live singt oder mitspielt. Beim Full-Playback bewegt der Interpret seine Lippen synchron zum abgespielten Gesang („Lip-Synch“ oder Lippensynchronität) oder imitiert das Spielen seines Instruments. In dieser Form wird Playback bei öffentlichen Auftritten von Interpreten eingesetzt, um Kosten und Risiken zu minimieren und/oder um ein optimales Klangergebnis zu ermöglichen. Häufig entspricht die Stimme des Interpreten auch nicht jener auf dem Originaltonträger, da für dessen Produktion im Tonstudio Audio-Effekte eingesetzt wurden.

## Sonstiges
Die US-Formation Lipps, Inc. (bekannt durch ihren Hit Funky Town) wählte als Name ein Homonym (Wortspiel auf den Begriff lip-sync – lippensynchron zum Playback singen).